# Voi-La Intruder
Voi-La Intruder är debutalbumet från Gogol Bordello som utgavs 1999 av Rubric Records.

## Låtlista
1. "Sacred"
2. "Voi-La Intruder"
3. "Greencard"
4. "Passport"
5. "Start Wearing Purple"
6. "Shy Kind Of Guy"
7. "Mussolini Vs. Stalin"
8. "Letter To Mother"
9. "God-Like"
10. "Nomadic Chronicle"
11. "Letter To Castro (Costumes For Tonight)"
12. "Unvisible Zedo"
13. "Sex Spider"
14. "No Threat"
15. "Against The Nature"